# Kapliczka w Podleszanach
Kapliczka w Podleszanach – drewniana, szalowana kapliczka znajdująca się w Podleszanach przy drodze z Woli Mieleckiej do Przecławia. Powstała w 1870. Zbudowana jest na rzucie prostokąta, zamknięta trójbocznie i przykryta dwuspadowym dachem. Do rejestru zabytków województwa podkarpackiego została wpisana 12.10.2009 pod numerem A-378.